# Împărăteasa Ulanara
Împărăteasa Ulanara (n. 11 martie 1718, Beijing, Dinastia Qing – d. 14 iulie 1766, Beijing, Dinastia Qing) a fost una dintre consoartele Împăratului Qianlong și cea de a doua împărăteasă a acestuia. Ea era cu 7 ani mai mică decât Împăratul Qianlong.

## Dezbateri despre nume
În lucrarea O schiță a istoriei dinastiei Qing⁠(d), împărăteasa Ulanara este menționată ca fiind un membru al clanului Ulanara. Cu toate acestea, se consideră că această schiță a istoriei dinastiei Qing⁠ este plină de erori, din cauza unei publicări pripite care a împiedicat procesul de editare.
Tatăl împărătesei Ulanara , Narbu, este remarcat în cartea Genealogia clanurilor Manchu (chineză: 八旗 滿洲 氏族 通 譜) ca fiind descendent al lui Wangginu (chinez: 王 機 砮), un lider al clanului Hoifa și al familiei.  Strămoșii sunt enumerați în secțiunea „Oameni cu numele Nala în zona Hoifa” (chineză: 輝 發 地方 納 喇 氏) ca fiind care au trăit în zona Hoifa de generații. Prin urmare, unele publicații moderne au declarat că Împărăteasa Ulanara este un membru al tribului Hoifa-Nara.
Cu toate acestea, cel puțin un autor a notat că, cu membrii Clanului Nara, numele care vine înainte de Nara nu face decât să denumească zona geografică în care locuia familia și că toți membrii Clanului Nara au același nume, indiferent de  zona lor de reședință. În „Recordul factual al Qing” (chineză: 清 實錄), când împărăteasa Ulanara, pe vremea când era Conosrta Secundară a lui Qianlong, a fost ridicată la consortul Xian, ea a fost menționată ca fiind din clanul Nara, mai degrabă decât ca  membru al tribului Ulanara sau Hoifa-nara. 
Dezbaterea despre numele de fetiță al împărătesei Ulanara s-a manifestat în două portreturi media din 2018 despre viața împărătesei.  În Povestea Palatului Yanxi, personajul bazat pe împărăteasa Ulanara a fost numit Hoifa-Nara Shushen, în timp ce în Ruyi’s Royal Love in the Palace, personajul bazat pe împărăteasa Ulanara a fost numit Ulanara Ruyi.

## Viața

### Viața timpurie
Data nașterii Împărătei Step este o problemă de dezbatere, cartea Four Genealogies of the Royal Royal House afirmând că ea s-a născut la ceva timp în a doua lună a unui an necunoscut, și cel puțin o carte modernă în care se precizează că ea s-a născut în a 10-a zi a celei de-a doua luni a celui de-al 57-lea an al domniei împăratului Kangxi.În timpul domniei împăratului Yongzheng, împărăteasa Ulanara a fost aranjată să se căsătorească cu viitorul împărat adică Hongli . Pe atunci avea 16 ani. S-a menționat că împărăteasa Ulanara a câștigat favoarea viitorului împărat în această perioadă.

### Viața de concubină
Odată cu moartea lui Yongzheng, Hongli a urcat pe tron drept împăratul Qianlong, iar doamnei Hoifa-Nara i s-a acordat titlul de „Consorta Xian” (chineză: 嫻 妃) printr-un edict emis în a 4-a zi a celei de-a 12-a luni a celui de-al 2-lea an al domniei Impăratului Qianlong . În a 17-a zi a celei de-a 11-a luni a celui de-al zecelea an al domniei lui Hongli Consoarta Xian a fost făcută Nobila Consoartă Xian (chineză: 嫻 貴妃).

### Promovarea la titlul de Împărăteasă
Prima împărăteasă a Împăratului Qianlong, împărăteasa Xiaoxianchun, a murit în a 8-a zi a celei de-a treia luni a celui de-al 13-lea an al domniei Împăratului Qianlong, la vârsta de 36 de ani, la bordul unei nave din Dezhou, în circumstanțe care nu erau bine documentate de surse istorice .  După moartea împărătesei Xiaoxianchun, mama lui Qianlong, Împărăteasa Văduvă Xiaoshengxian din cauza preocupărilor legate de lipsa unei împărătese , a numit-o personal pe Nobila Consortă Xian drept noua împărăteasă. În timp ce Qianlong a respectat ordinele mamei sale, el nu a dorit să ridice pe cineva în poziția de împărăteasă atât de curând după moartea împărătesei Xiaoxianchun.  Ca un compromis, Qianlong a promovat-o pe Nobila Consoartă Xian în poziția de Noblilă Consoartă Imperială (chineză: 皇 貴妃) printr-un edict emis în a 5-a zi a celei de-a 4-a luni a celui de-al 13-lea an al domniei Împăratului Qianlong, și i-a dat puteri administrative deasupra haremului ca împărăteasă în acțiune. Un edict pentru numirea Nobilei Consoarte Imperiale Xian ca împărăteasă a fost emis în a 12-a zi a celei de-a 7-a luni a celui de-al 15-lea an al domniei Împăratului Qianlong. Decizia a fost luată după o perioadă de doliu pentru împărăteasa Xiaoxianchun.
În rolul ei de împărăteasă , ea l-a însoțit pe Qianlong în multe călătorii, ceremonii de cult ancestral și vânătoare. Începând cu al 17-lea an de domnie al Imparatului Qianlong până în anul 20, împărăteasa Ulanara a născut trei copii: al 12-lea prinț, Yongji (永,), a 5-a fiică fără nume , și al 13-lea prinț, Yongjing (永 璟).

## Căderea
Conform proiectului de istorie a Qing, în 1765,  împărăteasa Ulanara l-a însoțit pe împărat într-un tur în China de Sud.  Când grupul a ajuns la Hangzhou, Împărăteasa Step și-a tăiat părul și a fost comandată de împărat să se întoarcă în capitală. Împăratul a ordonat lui Fulong'an (福隆安), soțul celei de-a patra fiice a lui Qianlong, să o escorteze pe Împărăteasa Ulanara la Beijing pe căi navigabile. 
Obiceiurile Qing contemporane au afirmat că o persoană nu poate tăia părul din vârful capului său decât după o sută de zile de la înmormântarea cuiva și că părul de la coadă este tăiat ca un semn de jale adânc. Acțiunea Împărătesei Ulanara a fost considerată un gest foarte grav, deoarece a fost luată ca un gest pentru a blestema Qianlong și împărăteasa Văduvă. Autorarea chineză Li Shu, în cartea ei din 2019 despre bucătăria imperială Qing, a făcut o revendicare cu privire la momentul exact în care s-a întâmplat incidentul, folosind înregistrările dinastiei Qing a porțiilor de mâncare pe care un împărat le-a dat concubinelor sale și argumentând că o acordare a unei porții de mâncare reprezintă un  act de onoare și dragoste de către împărat față de concubina sa. Ea a postulat că incidentul s-a întâmplat la un moment dat în urma micului dejun din cea de-a 18-a zi a celei de a 2-a lună a celui de-al 30-lea an al domniei Împăratului Qianlong, când Împărăteasa Ulanara a primit o porție de carne asortată și înainte de cină în aceeași zi, când Împărăteasa Ulanara nu a fost menționată ca primind nicio porție de mâncare de la împărat. În plus, pornind de la acea cină și, ulterior, numele Împărăteasei Ulanara a fost acoperit cu hârtie galbenă în evidența granturilor pentru porții de mâncare.
După incident și după întoarcerea Împărăteasei în capitală, i se oferea în continuare aceeași cantitate de mâncare zilnică și rații de cărbune ca i se va acorda unei împărătese și i s-au acordat cinci eunuci și doi bucătari. În cea de-a 14-a zi a celei de-a cincea luni a celui de-al 30-lea an al domniei Împăratului Qianlong, după reîntoarcerea împăratului la Beijing, împăratul a ordonat împărătesei Ulanara patru edicte scrise prin care i sau confiscat diverse titluri imperiale, precum și cadourile însoțitoare. În plus, forța de muncă menajeră a Împărătesei Ulanara  a fost redusă la două, aceeași cantitate de servitoare pe care o femeie însoțitoare din clasa a doua (答應) are voie să o aibă. În plus, Qianlong a conferit titlul de Nobilă Consoartă Imperială Consoartei Ling, la jumătate de lună după întoarcerea sa în capitală. Sub clasamentul consortelor dinastiei Qing, o nobilă consortă  imperială este doar cu un pas in spatele împărătesei, ceea ce înseamnă că, deși Nobilei Consoarte Imperiale Ling nu i s-au acordat în mod explicit puteri administrative asupra haremului, aceasta însemna cu siguranță că Împărăteasei Ulanara i se limitau puterile .

## Moartea
Împărăteasa Ulanara a murit la data de 19 August 1766 . Cu toate acestea, data exactă a morții ei este o problemă de dezbatere . Împărăteasa Ulanara deja era grav bolnavă în a 6-a lună din același an.În momentul morții împărătesei Ulanara, Qianlong se afla într-o excursie anuală de vânătoare pe terenurile de vânătoare Mulan (木蘭 圍場, în actualele Weichang Manchu și în județul autonom Mongol). Nu și-a încheiat excursia imediat și s-a îndreptat înapoi către Orașul Interzis. În schimb, el a ordonat celui de-al 12-lea fiu al său, Yongji, să se întoarcă la palat pentru a se ocupa de treburile funerare. 
Din ordinul împăratului Qianlong, înmormântarea Împărăteasei Ulanara a fost tratată ca cea a unui Nobile Consoarte Imperiale dar, în realitate, ceremonia a fost o afacere mult mai redusă, cu anularea ședințelor cabinetului imperial timp de cinci zile neefectuate și anularea cerințelor pentru ca prințesele, nobilii și oficialii de înalt rang să participe la ședințele de doliu. În plus, sicriul folosit pentru Step Împărăteasa Ulanara are o calitate mult mai mică. Pentru înmormântarea ei, Împărăteasa Ulanara a fost odihnită în Mausoleul Yu din mormintele Qing de Est, lângă Nobila Consoartă Imperială Chunhui, în loc să fie așezată lângă viitorul loc de odihnă al împăratului.

## Copii
Yongji, Prinț de rangul al treilea (貝勒 永璂; 7 iunie 1752 – 17 martie 1776), al 12-lea fiu
A cincea fiică (23 iulie 1753 – 1 iunie 1755)
Yongjing (永璟; 22 ianuarie 1756 – 7 septembrie 1757), al 13-lea fiu

## Titluri
- Consoarta secundară (din 2 decembrie 1734)
- Consoarta Xian  (din 23 ianuarie 1738), consoartă de rang patru
- Nobila Consoartă Xian (din 9 decembrie 1745), consoartă de rang trei
- Nobila Consoartă Imperială (din 20 mai 1749), consoartă de rang doi
- Împărăteasă (din 2 Septembrie 1750)